# Могилівський полк
Могилівський полк (він же Подільський, Придністровський) — адміністративно-територіальна військова одиниця Правобережної України в другій половині 17 століття. Утворений 1648 року. Полковий центр — місто Могилів (нині місто Могилів-Подільський Вінницької області).
Формацію створено з загонів М. Кривоноса та І. Ганжі влітку 1648 року. За Зборівським договором 1649 року територія Подільського воєводства, за винятком Шаргородського округу, залишилась за Польщею тож полк було розформовано.
1657 року відновлений як Подільський полк для захисту від нападів Білгородської орди. Сотенними містечками були Шаргород, Ямпіль, Вільшанка та інші. За 1658 роком згадується полковник Федір Михайлович. З жовтня того ж року і до 1676 року відомим полковником був Остап (Євстафій) Гоголь. На час присяги московському цареві, грудень 1659-го, формація нараховувала 6 сотень.
1667 року за Андрусівською угодою між Польщею і Росією територія відійшла до Польщі. Згодом, внаслідок невдалих військових дій та підписання Бучацьких домовленостей Поділля було віддано Туреччині. По завершенні війни 1676 року через спустошення краю Подільський полк остаточно припинив своє існування. Частина козаків переселилися на північну Київщину в район містечок Іванкова і Димера. Невдовзі по прибуттю в Димер більшість козаків перейшла за Дніпро під оруду лівобережного гетьмана І. Самойловича.

## Перепис Подільського козацького полку (1659)[2]
Сотні:
- Могилівська (сотник Мирон Лук'янів)
- Ярузька (сотник Михйло Тулувита)
- Яришівська (сотник Григорій Журченко)
- Березівська (сотник Микулай Мандренко)
- Курилівська (сотник Андрій Курилівський)
- Ольховецька (сотник Матвій Ольховський)

Полкові міста:
- Бар (війт Василій Дехченко)
- Могилів (війт Федір Краселенко)
- Яришівка (війт Гаврило Тітенко)
- Курилівці (війт Федоренків)

Полкові села:
- Хоньківці
- Кучинці
- Кучейки
- Бронниця
- Редчани
- Липчани
- Нишівці
- Бернашівка
- Козлів
- Нагоряни
- Лядова
- Лишівці (нині Кремінне)
- Серебрія
- Курашівці
- Серебринці
- Нижній Ольчедаїв
- Кукавка
- Хребтіїв
- Бандишівка
- Григорівка
- Жван
- Вільховець
- Вищеольчедаїв
- Садківці
- Березівка (Березова, нині Наддністрянське)
- Суботівка
- Перекоринці
- Лучинець
- Сказинці
- Вербовець
- Буша
- Ізраїлівка
- Михайлівка
- Житники
- Біла
- Яруга
- Юрківці
- Галайківці

## Османський опис адміністративного поділу України (1678)[3]
Роз’яснення щодо [кількості] фортець, паланок і полковників держави Україна, з цієї [Правобережної] сторони Дніпра
Паланки у підпорядкуванні до полковника фортеці Могилев
- Фортеця Могилев — укр. Могилів, пол.-лат. Mohylów, Mochylow. Тепер місто Могилів-Подільський Вінницької області України.
- Паланка Яруга — укр. Яруга, пол.-лат. Jaruga, Jaruga. Тепер село в Могилів-Подільському районі Вінницької області України.
- Паланка Білі — ймовірно, укр. Біла, пол.-лат. Biala, Bila. Тепер село Ямпільському районі Вінницької області України.
- Паланка Ушиче — укр. Ушиця, пол.-лат. Uszyca. Селище міського типу Стара Ушиця Кам’янець-Подільського району Хмельницької області України. Тепер затоплене Дністровським водосховищем.
- Паланка Хрепчейов — укр. Хребтіїв, пол.-лат. Chreptyjow, Hreptuyuv. Тепер село в Новоушицького району Хмельницької області України.
- Паланка Куча — укр. Куча, пол.-лат. Kuska. Тепер село в Новоушицького району Хмельницької області України.
- Паланка Ольховеч — укр. Вільховець, пол.-лат. Olchowickie, Olchowiec, Winkowiec. Тепер село в Україні, в Новоушицького району Хмельницької області України.
- Паланка Калюс — укр. Калюс, пол.-лат. Kalus. Село в Новоушицькому районі Хмельницької області України. Тепер затоплене Дністровським водосховищем.
- Паланка Ізван — укр. Жван, пол.-лат. Izvan, Zwan. Тепер село в Мурованокуриловецькому районі Вінницької області України.
- Паланка Лядова — укр. Лядова, пол.-лат. Ladawa, Ladowa. Тепер село в Могилів-Подільському районі Вінницької області України.
- Паланка Серебрія — укр. Серебрія, пол.-лат. Serebryja, Serebria. Тепер село в Могилів-Подільському районі Вінницької області України.
- Паланка Озарничі — укр. Озаринці, Ожаринці, пол.-лат. Ozarzyńce, Ozarince. Тепер село в Могилів-Подільському районі Вінницької області України.
- Паланка Копайгородок — укр. Копа́йгород, пол.-лат. Kopajgrod, Kopaigrod. Тепер селище міського типу в Барському районі Вінницької області України.
- Паланка Лучинеч — укр. Лучинець, пол.-лат. Lucziniec. Тепер село в Мурованокуриловецькому районі Вінницької області України.
- Паланка Куриловчі — укр. Курилівці, пол. Kuryłowce, лат. Kurilowce. Тепер селище міського типу Муровані Курилівці, районний центр Вінницької області України.
- Паланка Крачановка — укр. Кричанівка, пол.-лат. Krzeczanówka. Тепер село в Могилів-Подільському районі Вінницької області України.
- Паланка Сугакич — ймовірно, укр. Сугаки, пол.-лат. Suhaki. Тепер село в Могилів-Подільському районі Вінницької області України.
- Паланка Шаргород — укр. Шаргород, пол. Szarogród, лат. Szar[i]grod. Тепер місто, районний центр Вінницької області України.